# Peltodytes
Peltodytes — род жуков из семейства плавунчиков.

## Распространение
Широко распространены в тёплых и умеренных зонах, за исключением Австралии и Южной Америки.

## Описание
Бедренные покрышки достигают вершины предпоследнего стернита брюшка, окаймлены, каждая несёт зубец на вершине. Апикальный сегмент челюстных щупиков длиннее предпоследнего, такой же ширины, что и предпоследний.

## Систематика
- Peltodytes bradleyi
- Peltodytes callosus
- Peltodytes darlingtoni
- Peltodytes dietrichi
- Peltodytes dispersus
- Peltodytes dunavani
- Peltodytes duodecimpuntatus
- Peltodytes duopunctatus
- Peltodytes edentulus
- Peltodytes festivus
- Peltodytes floridensis
- Peltodytes intermedius
- Peltodytes lengi
- Peltodytes litoralis
- Peltodytes mexicana
- Peltodytes muticus
- Peltodytes oppositus
- Peltodytes ovalis
- Peltodytes pedunculatus
- Peltodytes sexmaculatus
- Peltodytes shermani
- Peltodytes simplex
- Peltodytes tamaulipensis
- Peltodytes tortulosus